# Luis Induni
Luigi Induni Radici, noto come Luis Induni (Romano di Lombardia, 5 marzo 1920 – Barcellona, 31 dicembre 1979), è stato un attore italiano.

## Biografia
Ha combattuto dalla parte dell'Asse durante la seconda guerra mondiale, dopo di che si rifugia in Spagna, vivendo a Barcellona in estrema povertà, dormendo anche per strada.
Entra nel mondo del cinema facendo lavori di pulizia per Ignacio F. Iquino, in cambio di poter dormire negli studi. Dopo aver iniziato come comparsa, negli anni sessanta prese parte a molti western all'italiana, spesso interpretando il ruolo dello sceriffo, mentre negli anni settanta comparve in diversi thriller.

## Filmografia parziale

### Cinema
- Il grande avventuriero (Black Jack), regia di Julien Duvivier e José Antonio Nieves Conde (1950)
- Il messaggio del re (Correo del rey), regia di Ricardo Gascón (1951)
- Fuoco nel sangue (Fuego en la sangre), regia di Ignacio F. Iquino (1953)
- Inferno d'acciaio (La canción del penal), regia di Juan Lladó Jean Sacha (1954)
- Il canto del gallo (El canto del gallo), regia di Rafael Gil (1955)
- Il grande giorno (Un traje blanco), regia di Rafael Gil (1956)
- La morte ha viaggiato con me (Las manos sucias), regia di José Antonio de la Loma e Marcello Baldi (1957)
- La mina, regia di Giuseppe Bennati (1957)
- I rivoltosi di Alcantara (Diego Corrientes), regia di Antonio Isasi-Isasmendi (1959)
- Venere selvaggia (Siega verde), regia di Rafael Gil (1961)
- Il conquistatore di Maracaibo, regia di Eugenio Martín (1961)
- La regina dello strip-tease (Juventud a la intemperie), regia di Ignacio F. Iquino (1961)
- La banda degli otto (La banda de los ocho), regia di Tulio Demicheli (1962)
- La spada del Cid, regia di Miguel Iglesias (1962)
- Dulcinea incantesimo d'amore (Dulcinea), regia di Vicente Escrivá (1963)
- I leoni di Castiglia (El valle de las espadas), regia di Javier Setó (1963)
- La grande arena (Chantaje a un torero), regia di Rafael Gil (1963)
- Giorno di fuoco a Red River (José María), regia di Josep Maria Forn (1963)
- I tre spietati (El sabor de la venganza), regia di Joaquín Luis Romero Marchent (1964)
- Alle frontiere del Texas (Fuera de la ley), regia di León Klimovsky (1964)
- I due violenti, regia di Primo Zeglio (1964)
- I sette del Texas (Antes llega la muerte), regia di Joaquín Luis Romero Marchent (1964)
- Cavalca e uccidi, regia di José Luis Borau e Mario Caiano (1964)
- Attento gringo... ora si spara (La tumba del pistolero), regia di Amando de Ossorio (1964)
- Le maledette pistole di Dallas (Las malditas pistolas de Dallas), regia di José María Zabalza (1964)
- Amori di una calda estate (Los pianos mecánicos), regia di Juan Antonio Bardem (1965)
- Solo contro tutti, regia di Antonio del Amo (1965)
- Se sparo... ti uccido (Los cuatreros), regia di Ramón Torrado (1965)
- Colpo grosso a Galata Bridge (Estambul 65), regia di Antonio Isasi-Isasmendi (1965)
- L'ultimo dei Mohicani (Uncas, el fin de una raza), regia di Mateo Cano (1965)
- Mani di pistolero (Ocaso de un pistolero), regia di Rafael Romero Marchent (1965)
- Jessy non perdona... uccide (Tierra de fuego), regia di Jaime Jesús Balcázar e Mark Stevens (1965)
- 100.000 dollari per Ringo, regia di Alberto De Martino (1965)
- La prima avventura (La primera aventura), regia di Tulio Demicheli (1965)
- I 4 inesorabili, regia di Primo Zeglio (1965)
- Il rinnegato del deserto (Una ráfaga de plomo), regia di Paolo Heusch e Antonio Santillán (1965)
- Tomba per uno straniero (Tumba para un forajido), regia di José Luis Madrid (1965)
- Una raffica di piombo, regia di Paolo Heusch (1965)
- Perché uccidi ancora, regia di José Antonio de la Loma e Edoardo Mulargia (1965)
- Ringo il texano (The Texican), regia di Lesley Selander (1966)
- Agente X-77 - ordine di uccidere (Baraka sur X 13), regia di Maurice Cloche e Silvio Siano (1966)
- La spietata colt del gringo (La venganza de Clark), regia di José Luis Madrid (1966)
- L'armata Brancaleone, regia di Mario Monicelli (1966)
- Agente 3S3 - Massacro al sole, regia di Sergio Sollima (1966)
- Una donna per Ringo (Dos pistolas gemelas), regia di Rafael Romero Marchent (1966)
- Djurado, regia di Giovanni Narzisi (1966)
- Tiro a segno per uccidere (Das Geheimnis der gelben Mönche), regia di Manfred R. Köhler (1966)
- Requiem per un agente segreto, regia di Sergio Sollima (1966)
- Quel nostro grande amore (La mujer perdida), regia di Tulio Demicheli (1966)
- Gringo, getta il fucile! (El aventurero de Guaynas), regia di Joaquín Luis Romero Marchent (1966)
- Django non perdona (Mestizo), regia di Julio Buchs (1966)
- Dove si spara di più, regia di Gianni Puccini e Paul Naschy (1967)
- ...E divenne il più spietato bandito del sud (El hombre que mató a Billy el Niño), regia di Julio Buchs (1967)
- Il magnifico texano, regia di Luigi Capuano (1967)
- Muori lentamente... te la godi di più (Mister Dynamit - Morgen küßt euch der Tod), regia di Franz Josef Gottlieb (1967)
- L'uomo venuto per uccidere (Un hombre vino a matar), regia di León Klimovsky (1967)
- Voltati... ti uccido!, regia di Alfonso Brescia (1967)
- Killer adios, regia di Primo Zeglio (1968)
- Tutto per tutto, regia di Umberto Lenzi (1968)
- Io non perdono... uccido (Fedra West), regia di Joaquín Luis Romero Marchent (1968)
- I morti non si contano (¿Quién grita venganza?), regia di Rafael Romero Marchent (1968)
- Tempo di Charleston (Tiempos de Chicago), regia di Julio Diamante (1969)
- 7 eroiche carogne (Comando al infierno), regia di José Luis Merino (1969)
- Quelli che sanno uccidere (Les étrangers), regia di Jean-Pierre Desagnat (1969)
- La legione dei dannati, regia di Umberto Lenzi (1969)
- Garringo, regia di Rafael Romero Marchent (1969)
- La vera storia di Frank Mannata (¡Viva América!), regia di Javier Setó (1969)
- I vigliacchi non pregano, regia di Mario Siciliano (1969)
- Marcellino e padre Johnny (Johnny Ratón), regia di Vicente Escrivá (1969)
- I diavoli della guerra, regia di Bitto Albertini (1969)
- E continuavano a chiamarlo figlio di... (El Zorro justiciero), regia di Rafael Romero Marchent (1969)
- Adios Cjamango! (Los rebeldes de Arizona), regia di José Maria Zabalza (1970)
- Saranda (Veinte pasos para la muerte), regia di Manuel Esteba e Antonio Mollica (1970)
- Quando Satana impugnò la Colt (Manos torpes), regia di Rafael Romero Marchent (1970)
- Il corsaro, regia di Antonio Mollica (1970)
- Lo irritarono... e Sartana fece piazza pulita (Un par de asesinos), regia di Rafael Romero Marchent (1970)
- Arriva Sabata!, regia di Tulio Demicheli (1970)
- Prendi la colt e prega il padre tuo (Plomo sobre Dallas), regia di José María Zabalza (1970)
- Buon funerale amigos!... paga Sartana, regia di Giuliano Carnimeo (1970)
- No... non farlo!!! (Cuatro desertores), regia di Pascual Cervera (1970)
- Una nuvola di polvere... un grido di morte... arriva Sartana, regia di Giuliano Carnimeo (1970)
- Le manie di Mr. Winninger omicida sessuale (El vampiro de la autopista), regia di José Luis Madrid (1970)
- Crystalbrain - L'uomo dal cervello di cristallo (Transplante de un cerebro), regia di Juan Logar (1970)
- Sei già cadavere amigo... ti cerca Garringo (Abre tu fosa amigo... llega Sabata), regia di Juan Bosch (1971)
- Criniera selvaggia (Black Beauty), regia di James Hill (1971)
- Quello sporco disertore (El hombre que vino del odio), regia di León Klimovsky (1971)
- Capitan Apache (Captain Apache), regia di Alexander Singer (1971)
- L'uomo più velenoso del cobra, regia di Bitto Albertini (1971)
- Le pistolere (Les pétroleuses), regia di Christian-Jaque e Guy Casaril (1971)
- Amico, stammi lontano almeno un palmo..., regia di Michele Lupo (1972)
- La preda e l'avvoltoio (Un dólar de recompensa), regia di Rafael Romero Marchent (1972)
- Dio in cielo... Arizona in terra (Una bala marcada), regia di Juan Bosch (1972)
- Domani passo a salutare la tua vedova... parola di Epidemia (Tu fosa será la exacta... amigo), regia di Juan Bosch (1972)
- Lo credevano uno stinco di santo (La caza del oro), regia di Juan Bosch (1972)
- Il ritorno di Clint il solitario, regia di Alfonso Balcázar (1972)
- Un tipo con una faccia strana ti cerca per ucciderti (Ricco), regia di Tulio Demicheli (1973)
- L'isola misteriosa e il capitano Nemo (La isla misteriosa), regia di Juan Antonio Bardem e Henri Colpi (1973)
- Storia di karatè, pugni e fagioli, regia di Tonino Ricci (1973)
- Pugni, pirati e karatè, regia di Joe D'Amato (1973)
- L'abbraccio mortale di Lorelei (Las garras de Lorelei), regia di Amando de Ossorio (1974)
- Il miglior sindaco, il re (El mejor alcalde, el rey), regia di Rafael Gil (1974)
- Mena forte più forte... che mi piace! (Es knallt - und die Engel singen), regia di Dieter Geissler e Roberto Leoni (1974)
- Dieci bianchi uccisi da un piccolo indiano, regia di Gianfranco Baldanello (1974)
- Il licantropo e lo yeti (La maldición de la bestia), regia di Miguel Iglesias (1975)
- Il bianco, il giallo, il nero, regia di Sergio Corbucci (1975)
- Le notti di Satana (Exorcismo), regia di Juan Bosch (1975)
- Kilma, la regina della jungla (La diosa salvaje), regia di Miguel Iglesias (1975)
- Robin Hood, l'arciere di Sherwood (Robin Hood nunca muere), regia di Francesc Bellmunt (1975)
- Sensività, regia di Enzo G. Castellari (1979)

### Televisione
- Poly e le sette stelle (Poly), registi vari (1961)

## Doppiatori italiani
- Carlo Alighiero in Una nuvola di polvere... un grido di morte... arriva Sartana, Dio in cielo... Arizona in terra, Storia di karatè, pugni e fagioli, Domani passo a salutare la tua vedova...parola di Epidemia
- Giulio Panicali in I tre spietati, I due violenti, I sette del Texas
- Renato Turi in La mina, Solo contro tutti, I 4 inesorabili
- Emilio Cigoli in E continuavano a chiamarlo figlio di..., Le manie di Mr. Winninger omicida sessuale
- Michele Malaspina in Il magnifico texano, Il ritorno di Clint il solitario
- Bruno Persa in Dove si spara di più, Killer,adios
- Arturo Dominici in Cavalca e uccidi, Tutto per tutto
- Manlio Guardabassi in Tiro a segno per uccidere, Garringo
- Gianni Marzocchi in Arriva Sabata!
- Vittorio Sanipoli in Voltati... ti uccido!
- Enzo Tarascio in Adios Cjamango!
- Sergio Tedesco in Lo irritarono...e Santana fece piazza pulita
- Sergio Rossi in Djurado
- Manlio Busoni in I morti non si contano
- Glauco Onorato in Buon funerale amigos!... paga Sartana
- Mario Bardella in Una donna per Ringo
- Alessandro Sperlì in Sei già cadavere amigo...ti cerca Garringo